# Martín Mele
Martín Mele (* 1960 in Buenos Aires) ist ein argentinischer Künstler, der heute in Düsseldorf lebt und arbeitet. 

## Leben
Martín Mele studierte 1985 bis 1987 an der Kunstakademie in Arnheim, Holland und kehrte dann von 1987 bis 1990 nach Buenos Aires zurück, um an der dortigen Kunstakademie weiter zu studieren. Von 1992 bis 1996 folgte in Studium an der Kunstakademie Düsseldorf. Seit 1997 stellte er seine Arbeiten in einer Reihe von Einzelausstellungen in Deutschland und den USA aus. Für seine Arbeiten erhielt er mehrere Preise. Mele hat außerdem an einer Reihe von Ausstellungen teilgenommen, darunter auch an der Ausstellung Argentinier im Spiegel im Jahre 2001, die von der Botschaft der Republik Argentinien und des Goethe-Instituts veranstaltet wurde. Er stellte dort gemeinsam mit argentinischen Künstlern wie Celia Caturelli, Miguel Rothschild, Viviana Martínez-Tosar, Patricia Pisani, Alejandro Dhers, Pablo Castagnola und Pat Binder seine Arbeiten aus.

## Einzelausstellungen (Auswahl)
- 2001: Von Menschenhand, Museum Baden, Solingen
- 2002: Museo de Arte Contemporaneo in Bahía Blanca,[1]
- 2003: Argentinische Birnen, Museum Baden, Solingen[2]
- 2004: Mücken vor den Augen, Versandhalle, Grevenbroich
- 2005: La revuelta de la pintura, Sala Rivadavia, Cadiz
- 2006: Hin und Zurück, Virtuell Visuell e.V, Dorsten
- 2007: Decorative Secretions, Jacob Karpio Gallery, Costa Rica
- 2008: Süße Alpträume, Raketenstation Hombroich
- 2008: Malkasten, Düsseldorf
- 2010: Museo de Bellas Artes, Salta (ARG)
- 2010: Museo de Arte Contemporáneo, Neuquén (ARG)
- 2010: Museo Marítimo, Ushuaia (ARG)
- 2010: art forum, Berlin
- 2011: Galerie Mark Müller, Zürich
- 2011: Kunsthaus Langenthal (CH)
- 2012: Galerie Cosar HMT, Düsseldorf
- 2012: Galeria Braga Menendez, Buenos Aires
- 2012: Kunstverein Krefeld